# Expedições flibusteiras no México
As expedições flibusteiras no México foram incursões de flibusteiros estadunidenses e franceses que ocorreram em algumas regiões do país a partir de meados do século XIX, devido à instabilidade política e militar. Nestas expedições, os estrangeiros procuraram tornar Baja California e Sonora independentes do México.
É necessário ressaltar que a ascensão da flibustaria no noroeste do México estava relacionada com a corrida do ouro na Califórnia em meados do século XIX. As primeiras tentativas datam de 1851 e 1852.

## Expedições por Gaston de Raousset-Boulbon

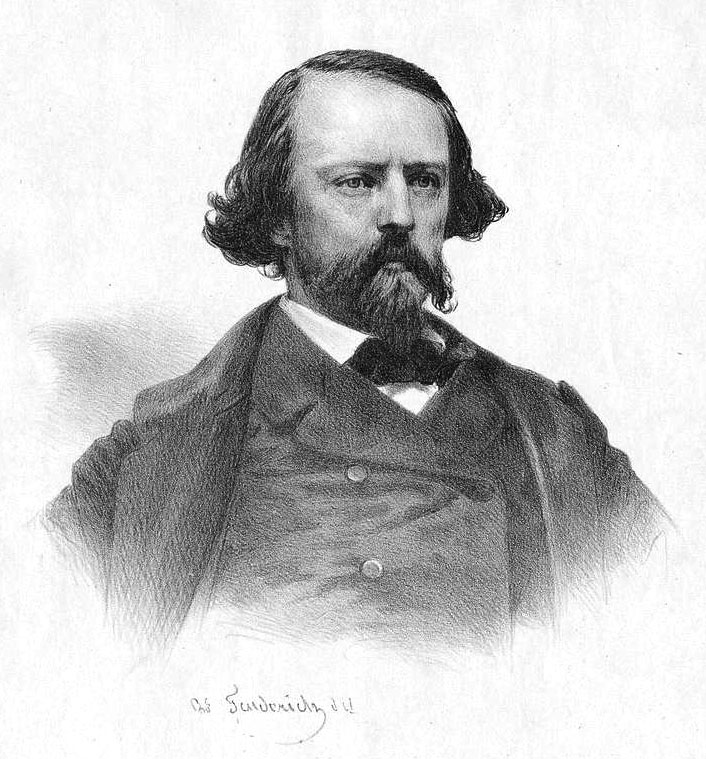
Gaston de Raousset-Boulbon

Em 1852, Gaston de Raousset-Boulbon, um conde francês, atacou  Hermosillo (a capital de Sonora), e emitiu uma proclamação ao povo propondo um plano para separar Sonora como um Estado independente. Entretanto, um ataque de disenteria coloca seus homens e a si mesmo em perigo de morte, razão pela qual o conde se retira para Guaymas, mas em San José (Guaymas) estava o general Don Miguel Blanco com 800 homens e seis peças de artilharia, com o objetivo de interceptar Raousset e suas forças. Assim ocorreria a expulsão das forças francesas para San Francisco, Califórnia, em 4 de novembro de 1852.
Em 1854, Raousset-Boulbon novamente atacaria Guaymas acabando por morrer por fuzilamento após a Batalha de Guaymas, que foi a maior batalha contra a flibustaria no México.

## Expedições por William Walker

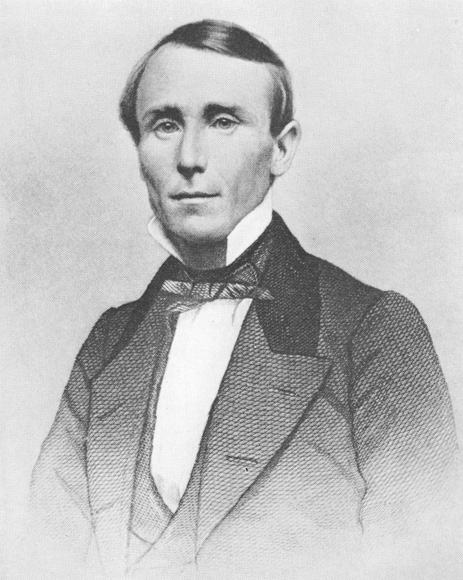
William Walker

William Walker ambicionava se apropriar de Sonora e suas pretensões contavam com o apoio de magnatas e a complacência do governo dos Estados Unidos. Em novembro de 1853, embarcou com duzentos homens em direção a La Paz, onde conseguiu capturar o chefe político e proclamar a independência da República de Baja California, um estado que nunca teve reconhecimento nem foi exitoso, já que Walker nunca obteve controle total da península nem o apoio da população. Em vez disso, enfrentou a resistência do exército e dos civis mexicanos, entre os quais se destacaram o grupo liderado por Antonio Meléndrez. Apesar de ter recuado para Ensenada e sofrer o motim de suas tropas estadunidenses, Walker se proclamou presidente da República de Sonora, que também incluía a Baja California e que, assim como sua sucessora, tampouco obteve reconhecimento. Na verdade, Walker só chegou ao território de Sonora em 1854 quando pressionado pela Marinha dos Estados Unidos e pelo México tendo que fugir de Ensenada. Diante do assédio de Meléndrez e da deserção de outra parte de suas tropas, Walker e o restante de seu exército flibusteiro se renderam em San Diego ao exército estadunidense. Levado a julgamento, o juiz apontou que era culpado de violar a Lei de Neutralidade assinada entre o México e os Estados Unidos após a invasão estadunidense ao México em 1847. No entanto, Walker foi absolvido pelo júri.

## Outras expedições
A primeira incursão dos flibusteiros estadunidenses em Sonora foi a de Joseph C. Moorehead, um mercenário que foi confiado com uma missão punitiva contra o povo yuma no sul do Arizona, em 1851. Após essa expedição não se materializar, Moorehead e sua tropa de flibusteiros foi enviada para o território de Sonora em 1851, embora não tenha chegado a penetrar no território mexicano, talvez por falta de organização ou por serem expulsas em novembro daquele ano.

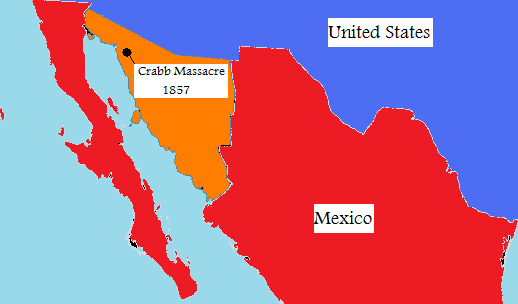
Localização do "massacre de Crabb" em Caborca (1857).

Em 1851, Charles de Pindray organizou e criou uma colônia de franceses em Cocospera, Sonora, embora sem êxito.
Em 1852, já se encontrava a caminho de Sonora um terceiro grupo de franceses capitaneado por Lepine de Segondis, com sede em Santa Cruz (Sonora), assim como Pindray com permissão para estabelecer se combateriam os apaches.
Em 1857, Henry A. Crabb, ataca a cidade de Caborca e os flibusteiros são derrotados pelos pápagos, auxiliados pelas comunidades vizinhas, durante a Batalha de Caborca. O pápago Luis Núñez atacou com setas incendiárias o depósito de dinamite dos flibusteiros, destruindo-o no ato, minando assim as ações dos invasores.

## Galeria

Bandeira de Sonora criada por Raousset em 1852.
A bandeira hasteada por William Walker ostenta uma estrela que representa a "República de Baja California".
A segunda bandeira hasteada por William Walker ostenta duas estrelas que representam a "República de Baja California y Sonora".